# 田中通泰
田中 通泰（たなか みちやす、1945年8月30日 - ）は、日本の経営者。亀田製菓社長、会長を務めた。

## 経歴
東京都出身。1968年に慶應義塾大学法学部を卒業し、同年に日本長期信用銀行に入行。1998年10月に亀田製菓に転じ、1999年6月に取締役に就任し、2006年6月には社長に昇格。2015年6月に会長に就任。